# Хаминг
Хаминг (на латински: Amingus; на немски: Haming, * 539, † 554) е франкски дукс (херцог) на алеманите през 6 век.
Той е от първите херцози на алеманското херцогство под франкско владение. Резиденцията му е във Вила Ибурнинга, днешен Юберлинген на Боденското езеро. За него няма други сведения.